# Milakovac
Milakovac (en serbe cyrillique : Милаковац) est un village de Serbie situé sur le territoire de la ville de Kraljevo, district de Raška. Au recensement de 2011, il comptait 506 habitants.

## Démographie

### Évolution historique de la population
| 1948 | 1953 | 1961 | 1971 | 1981 | 1991 | 2002 | 2011 |
| ---- | ---- | ---- | ---- | ---- | ---- | ---- | ---- |
| 864  | 894  | 839  | 760  | 700  | 680  | 593  | 506  |

|  |